# NGC 1337
NGC 1337 (również PGC 12916) – galaktyka spiralna z poprzeczką (SBc), znajdująca się w gwiazdozbiorze Erydanu. Odkrył ją Lewis A. Swift 10 listopada 1885 roku.